# Arxiu Nacional de Cap Verd
L'Arxiu Nacional de Cap Verd oficialment, Arquivo Nacional do Cabo Verde, és l'arxiu nacional de l'Estat de Cap Verd. Està ubicat en la ciutat capital de Praia.

## Història
Va ser creat el 1988, en aprovar-se el Decret número 128/88, del 31 de desembre de 1988, que creava formalment l'Arxiu Històric Nacional de Cap Verd, amb l'objectiu de preservar, organitzar, preservar i difondre el patrimoni nacional d'arxius. El 1997 va començar diversos projectes de digitalització. Més endavant, el 9 de desembre de 2012, el govern de Cap Verd va aprovar la nova estructura del Ministeri de Cultura, adoptant el nom de Arxiu Nacional de Cap Verd (successor de l'Institut d'Arxiu Històric Nacional).
Està ubicat a l'edifici de la platja de Duanes. L'ANCV conserva la documentació d'interès per a l'estudi de la història i de la cultura nacional. Ocupa al voltant de 6000 metres lineals de prestatgeries.